# Wadaiko Yamato
Wadaiko Yamato (jap. 和太鼓倭) – japońska grupa muzyczna grająca muzykę taiko.

## Historia
Grupa japońskich bębniarzy założona w 1993 roku w mieście Nara w Japonii. Założycielem jest Masa Ogawa. Obecnie grupa ma siedzibę we wsi Asuka (prefektura Nara w Japonii). Bębniarze posługują się kilkoma tuzinami bębnów i pałeczkami o wadze do 3,5 kilograma. Grają na bębnach taiko, flecie, dzwonkach, a także tradycyjnych japońskich instrumentach: koto, chappa, shino-bue, shamisen oraz kane. Od momentu powstania grupa dała ponad 1800 koncertów. Zdobyła swoją popularność w 1998 roku kiedy to wygrała nagrodę Spirit of Fringe.

## Skład zespołu
1. Masa Ogawa (kompozytor, dyrektor artystyczny)
2. Akiko Ogawa
3. Mika Miyazaki
4. Takeru Matsushita
5. Midori Tamai
6. Tetsuro Okubo
7. Tomoko Kawauchi
8. Marika Nito
9. Saori Higashi
10. Gen Hidaka
11. Hisato Fakuda
12. Madoka Higashi
13. Jun Kato
14. Subaru Imai
15. Kenta Ono
16. Haruki Matsumoto
17. Masaya Futaki

## Dyskografia
- Aozora
- Kami-Nari
- Gamushara
- Bakuon
- Rojyoh
- Cheering Songs for Bambitious